# جین بروک
جین بروک (انگلیسی: Jayne Brook؛ زادهٔ ۱۶ سپتامبر ۱۹۶۰) یک هنرپیشه اهل ایالات متحده آمریکا است. وی از سال ۱۹۸۷ میلادی تاکنون مشغول فعالیت بوده‌است.

## گزیده فیلمشناسی
از فیلم‌ها یا برنامه‌های تلویزیونی که وی در آن نقش داشته‌است می‌توان به آثار زیر اشاره کرد.
- سوپرمن ۴: در جستجوی صلح (۱۹۸۷)
- پلیس کودکستان (۱۹۹۰)
- به مامان نگو پرستار بچه مرده (۱۹۹۱)
- خدانگهدار عشق (فیلم) (۱۹۹۵)
- آخرین رقص (۱۹۹۶)
- گاتاکا (۱۹۹۷)
- نسخه اولیه (۱۹۹۸)
- گمشده در فضا (مجموعه تلویزیونی ۱۹۶۵ تا ۱۹۶۸) (۲۰۰۴)
- سی‌اس‌آی: میامی (۲۰۰۴)
- آناتومی گری (مجموعه تلویزیونی) (۲۰۰۶)
- بوستون لیگال (۲۰۰۶)
- ان‌سی‌آی‌اس (۲۰۰۷)
- درمانگاه خصوصی (۲۰۰۸)
- کسل (مجموعه تلویزیونی) (۲۰۰۹)
- انتقام (مجموعه تلویزیونی) (۲۰۱۴)